# 小行星15421
小行星15421（15421 Adammalin）是一颗绕太阳运转的小行星，为主小行星带小行星。该小行星于1998年4月21日发现。

## 轨道参数
小行星15421的轨道半长轴为2.8892235 UA，离心率为0.075。